# 量子生物学
量子生物学是利用量子理论来研究生命科学的一门学科。该学科包含利用量子力学研究生物过程和分子的动态结构。利用量子生物学研究量子水平的分子动态结构和能量转移，如果所得结果与宏观的生物学现象相吻合且很难用其他学科的研究重复，则这一研究结果较为可信。
量子生物化学和光合过程的量子研究已得到了可核查的重要的结果。尤其是光合作用中，对于俘获光子后发生的分步的、对质子的量子式释放，利用量子生物学的理论，已获得显著的研究进展（相关理论涉及到较为复杂的光系统II）。此外，实验和理论的发现都支持酶促反应中包含量子穿隧机制。将能量转化为化学能（可用于化学转化）的生物学过程在实质上都是量子力学过程。这些过程包含化学反应、光俘获、电子激发态的形成、激发能的转移和化学过程（如光合作用及细胞呼吸）中电子及质子（氢离子）的转移。量子生物学以量子力学效应为根据，借助数学计算，对生物学相互作用进行模拟。奧地利出生的量子物理学家和数理生物学家埃尔温·薛定谔早在1946年就提出了用量子理论研究遗传系统的需求，理论生物学家罗伯特·罗森在1961年接着给出了一份详细、正式的研究量子遗传学的办法。在这方面的一个仍未解决的存在争议的问题是：量子效应在生物系统中的非平凡/通用角色（即不受限于分子性质）究竟是什么？然而，新近关于转录的研究与转录酶对于相干态双链DNA的量子信息处理是一致的。

## 研究内容
相关量子过程被研究的生物学现象主要包括对辐射的频率特异性吸收（出现在光合作用和视觉系统等内）、化学能到机械能的转化、动物的磁感應及许多细胞过程中的布朗马达。该领域还在积极地研究磁场及鸟类导航的量子分析并可能为许多生物体的昼夜节律（生理节律）的研究提供线索。
最近的研究已经确定了在光合作用的光收获阶段，不同的色素的激发态之间的量子相干性和纠缠。尽管这一阶段的光合作用效率非常高，但是目前仍不清楚这些量子效应究竟如何，或者是否是生物学上相关的。

## 扩展阅读
- Atomistic approaches in modern biology : from quantum chemistry to molecular simulations by Markus Reiher; L Bertini. Berlin ; New York : Springer, 2007. ISBN 978-3-540-38082-5
- Molecular structure and dynamics in biology. by Roman Osman; Guiliano Alagona; Caterina Ghio; International Society for Quantum Biology and Pharmacology.Wiley, 1999. OCLC: 82140679
- Theoretical chemistry in biology : from molecular structure to functional mechanisms. by Peter Kollman; Harel Weinstein John Wiley and Sons, 1998. OCLC: 80429626